# Edma Stage
Edma Cornelia Vilhelmine Frølich Stage (født 14. august 1859 i Fontainebleau, død 3. november 1958) var en dansk maler. Edma var datter af maleren Lorenz Frølich og Caroline (Lina) Charlotta In de Betou.
Edma Stage var fransk i opvækst og uddannelse. Hendes mor, der var svensk, døde, da Stage var 13 år gammel, mens familien boede i Paris, Stage var som barn model til børnebøgerne om Mademoiselle Lilli, på dansk Den lille Lise. Først som 16-årig kom Stage til Danmark og boede hos faderens ven, maleren Thorald Læssøe. Hun fik sin allerførste undervisning af sin far, som i øvrigt vejledte hende til sin død i 1908. I Paris gik hun til især modeltegning hos Félix Barrias, der var historiemaler af den idealistisk klassiske retning, men som også malede mange portrætter. Mens derimod den belgisk-franske Alfred Stevens var en stor koloristisk begavelse, influeret af kompositionsprincipperne i japansk kunst og senere af impressionismen, hvis nybrud Stage selv oplevede i sin ungdom i Paris. Her sluttede hun også venskab med Sofie Holten, som ligeledes undervistes af Barrias og Stevens, Suzette Skovgaard, senere Holten, og Elise Konstantin-Hansen. Stage malede mest portrætter i pastel, men også opstillinger og blomsterbilleder i olie. Hun var trofast mod naturen, i portrætterne grænsende til det realistiske. Edma Stage debuterede på Exposition des art décoratifs i Paris 1883, på Charlottenborgs Forårsudstilling i 1883. Hun var medstifter af Den frie Udstilling og udstillede der hvor hun frem til 1958 deltog 24 gange, sidste gang som knap 90-årig. Som præstekone boede hun på Fyn i over 30 år, hvor staffeliet ofte blev opstillet i kirken.
Edma Stage blev undervist hos sin fader og hos Felix Barrias 1879-81, var desuden elev af Alfred Stevens 1881-83.

## Eksterne Henvisninger
Edma Stage på Kunstindeks Danmark/Weilbachs Kunstnerleksikon